# Летни олимпийски игри 1976
Двадесет и първите летни олимпийски игри се провеждат в Монреал, Канада от 17 юли до 1 август 1976 г. Другите градове, кандидатирали се за домакини, са Москва и Лос Анжелис.
Игрите са организирани с огромен финансов дефицит.

## Накратко
- Игрите са открити от кралица Елизабет II (като държавен глава на Канада).
- Канада, държавата домакин, печели само 5 сребърни и 6 бронзови медала. Това е първият път, когато домакин на Олимпиада не печели златен медал.[2]
- Тайван се отказва от участие, след като са информирани, че не могат да участват под името „Република Китай“.
- Република Конго повежда бойкот на 28 африкански държави, защото МОК не е спрял от участие Нова Зеландия, чийто отбор по ръгби прави турне в Република Южна Африка (ЮАР) по-рано през годината. МОК отказва да спре Нова Зеландия от участие в Игрите, тъй като ръгбито не е олимпийски спорт и Федерацията по ръгби на Нова Зеландия не е подчинена на Олимпийския комитет на страната. Някои държави (включително Мароко, Камерун и Египет) по време на бойкота вече са пристигнали, обаче извикват отборите си обратно още първия ден. От южна и централна Африка само Сенегал и Кот д'Ивоар вземат участие. Ирак и Гвиана също се включват към бойкота.
- Олимпийският огън е пренесен по „електронен“ път чрез сателит от Атина до Отава чрез електронен пулс от истинския огън.
- Виктор Санеев (СССР) печели трети пореден златен медал на троен скок, докато Клаус Дибиаси от Италия също печели трети златен медал в гмуркането.
- Алберто Хуанторена от Куба става първият спортист печелил в надпреварите на 400 m и 800 m на едни и същи олимпийски игри. Финландецът Ласе Вирен също печели два златни медала на 5000 и 10 000 m.
- Представени са женски състезания в баскетбола, хандбала и гребането.
- Петима американски боксьора — Шугър Рей Лионард, Лион Спинкс, Майкъл Спинкс, Лио Рандолф и Хауърд Дейвис Джуниър печелят златни медали в бокса, което се счита за най-големия успех на олимпийски игри на САЩ в бокса.
- Източногерманският женски отбор по плуване не успява да спечели само два от златните медали, а по-късно е установено, че са им прилагани тестостеронни инжекции от техните треньори и лекари.
- Румънската гимнастичка Надя Команечи е първата в олимпийската история, която получава максимална оценка 10 (за изпълнението си на смесена успоредка). Тя става и най-младият победител в многобоя на Олимпийски игри.

## Медали
| Място | Държава  | Злато | Сребро | Бронз | Общо |
| 1     | СССР     | 49    | 41     | 35    | 125  |
| 2     | ГДР      | 40    | 25     | 25    | 90   |
| 3     | САЩ      | 34    | 35     | 25    | 94   |
| 4     | ФРГ      | 10    | 12     | 17    | 39   |
| 5     | Япония   | 9     | 6      | 10    | 25   |
| 6     | Полша    | 7     | 6      | 13    | 26   |
| 7     | България | 6     | 9      | 7     | 22   |
| 8     | Куба     | 6     | 4      | 3     | 13   |
| 9     | Румъния  | 4     | 9      | 14    | 27   |
| 10    | Унгария  | 4     | 5      | 13    | 22   |

## Бойкотиращи държави
Следните държави бойкотират игрите. Бойкотът е заради участието на Нова Зеландия: отборът по ръгби на Нова Зеландия участва в Ръгби юниън с ЮАР. (На ЮАР е забранено участието на Игрите от 1964 заради апартейда).
| - Алжир - Габон - Гамбия - Гана - Гвиана - Горна Волта - Египет |  | - Етиопия - Замбия - Ирак - Камерун - Кения - Република Конго - Либия |  | - Мадагаскар - Малави - Мали - Мароко - Нигер - Нигерия - Свазиленд |  | - Судан - Танзания - Того - Тунис - Уганда - ЦАР - Чад |

Забележка: Заир не участва по финансови причини. Република Китай и Китайска народна република бойкотират Игрите заради непризнаването помежду им.

## България на игрите

### Медали
България завършва на седмо място в крайното класиране по държави с 6 златни от общо 22 спечелени медала.

#### Злато
- Иванка Христова — Лека атлетика, Тласкане на гюле
- Светла Оцетова и Здравка Йорданова — Гребане двойка скул
- Сийка Келбечева и Стоянка Кубратова-Груйчева — Гребане двойка без кърмчия
- Нораир Нурикян — Вдигане на тежести, мъже категория 56 кг.
- Йордан Митков — Вдигане на тежести, мъже категория 75 кг.
- Хасан Исаев — Борба, свободен стил категория 48 кг.

#### Сребро
- Николина Щерева — Атлетика, бягане на 800 метра, жени
- Мария Петкова-Вергова — Атлетика, хвърляне на диск
- Капка Георгиева-Панайотова, Гинка Гюрова, Марийка Модева и Рени Йорданова — Гребане с едно гребло четворки
- Георги Тодоров — Вдигане на тежести, мъже категория перо
- Трендафил Стойчев — Вдигане на тежести, мъже тежка категория
- Кръстьо Семерджиев — Вдигане на тежести, мъже тежка категория
- Стоян Николов — Борба, класически стил тежка категория
- Камен Горанов — Борба, класически стил тежка категория
- Александър Томов — Борба, класически стил супер тежка категория

#### Бронз
- Йорданка Благоева — Атлетика, висок скок
- Владимир Колев — Бокс, мъже полусредна категория
- Атанас Шопов — Вдигане на тежести, мъже средно тежка категория
- Стефан Ангелов — Борба, класически стил супер лека категория
- Иван Колев — Борба, класически стил средна категория
- Димо Костов — Борба, свободен стил полутежка категория
- Красимира Богданова, Диана Дилова-Брайнова, Надка Голчева, Красимира Гюрова, Петкана Макаеева, Пенка Методиева, Снежана Михайлова, Маргарита Щъркелова, Гиргина Скерлатова, Мария Стоянова, Пенка Стоянова и Тодорка Йорданова — баскетбол, жени